# Shawnacy Barber
Shawnacy Campbell ’Shawn’ Barber (Las Cruces, 1994. május 27. – Kingwood, Texas, 2024. január 17.) világbajnok kanadai atléta, rúdugró.

## Élete

### Magánélete
1994-ben született az új-mexikói Las Cruces-ben, Ann és George Barber második gyermekeként. Apja révén – aki Kanada színeiben, mint rúdugró versenyzett – amerikai–kanadai kettős állampolgár. Farmjukon, apja irányítása mellett – bátyjával, Daviddel – kezdett el a  rúdugrással foglalkozni. Amikor szülei elváltak – édesanyával, valamint bátyával Texasba költözött – egy időre abbahagyta a rúdugrást és megpróbálkozott a műugrással és a labdarúgással. Miután édesapja utánuk költözött és ismét edzeni kezdte, visszatért a rúdhoz. 2017 áprilisában Facebook-oldalán jelentette be, hogy saját neméhez vonzódik.

### Sportpályafutása
Nemzetközi pályafutását kanadai színekben kezdete. A 2015-ös pánamerikai játékokon aranyérmet szerzett, csakúgy mint az azt követő pekingi atlétikai világbajnokságon. A 2016-os portlandi atlétikai fedett pályás világbajnokságon – a cseh Jan Kudlicka-val azonos pontszámmal – a negyedik lett.
A 2016. évi riói olimpián a 10. helyen végzett, a 2017-es londoni vb-n pedig – ahol a harmadik, 5,65 méteres próbálkozása után kiesett – a 7. helyen zárta a döntőt.

## Halála
2024. január 18-án Barber ügynöke Paul Doyle hozta nyilvánosságra, hogy Shawnacy Barber mindössze 29 évesen egészségügyi problémáiból adódó szövődmények miatt elhunyt.

## Külső hivatkozások
- Shawnacy Barber adatlapja az IAAF-on